# Uhuru in Dub
Uhuru in Dub – szósty album studyjny Black Uhuru, jamajskiej grupy muzycznej wykonującej roots reggae.
Płyta została wydana w roku 1982 przez brytyjską wytwórnię CSA Records. Znalazły się na niej zdubowane wersje piosenek z wydanego w roku 1977 debiutanckiego krążka zespołu Love Crisis. Miksu utworów dokonał w słynnym studiu King Tubby's w Kingston Prince Jammy. On też zajął się produkcją nagrań. Album doczekał się kilku reedycji pod czterema różnymi nazwami: taką jak w oryginale (Charly Records: CD, 1997), Love Dub (Rohit Records: CD, LP, 1990), In Dub (Dressed To Kill Records: CD, 2001) a także The Dub Album (Brook Records: CD, 2006).

## Lista utworów

### Strona A
1. "Eden Dub"
2. "Mystic Mix"
3. "His Imperial Majesty"
4. "Weeping Willow"
5. "Bad Girls Dub"

### Strona B
1. "Tonight Is The Night"
2. "Firehouse Special"
3. "African Culture"
4. "Crisis Dub"
5. "Sound Man Style"